# الإلزام بمغادرة الأراضي الفرنسية

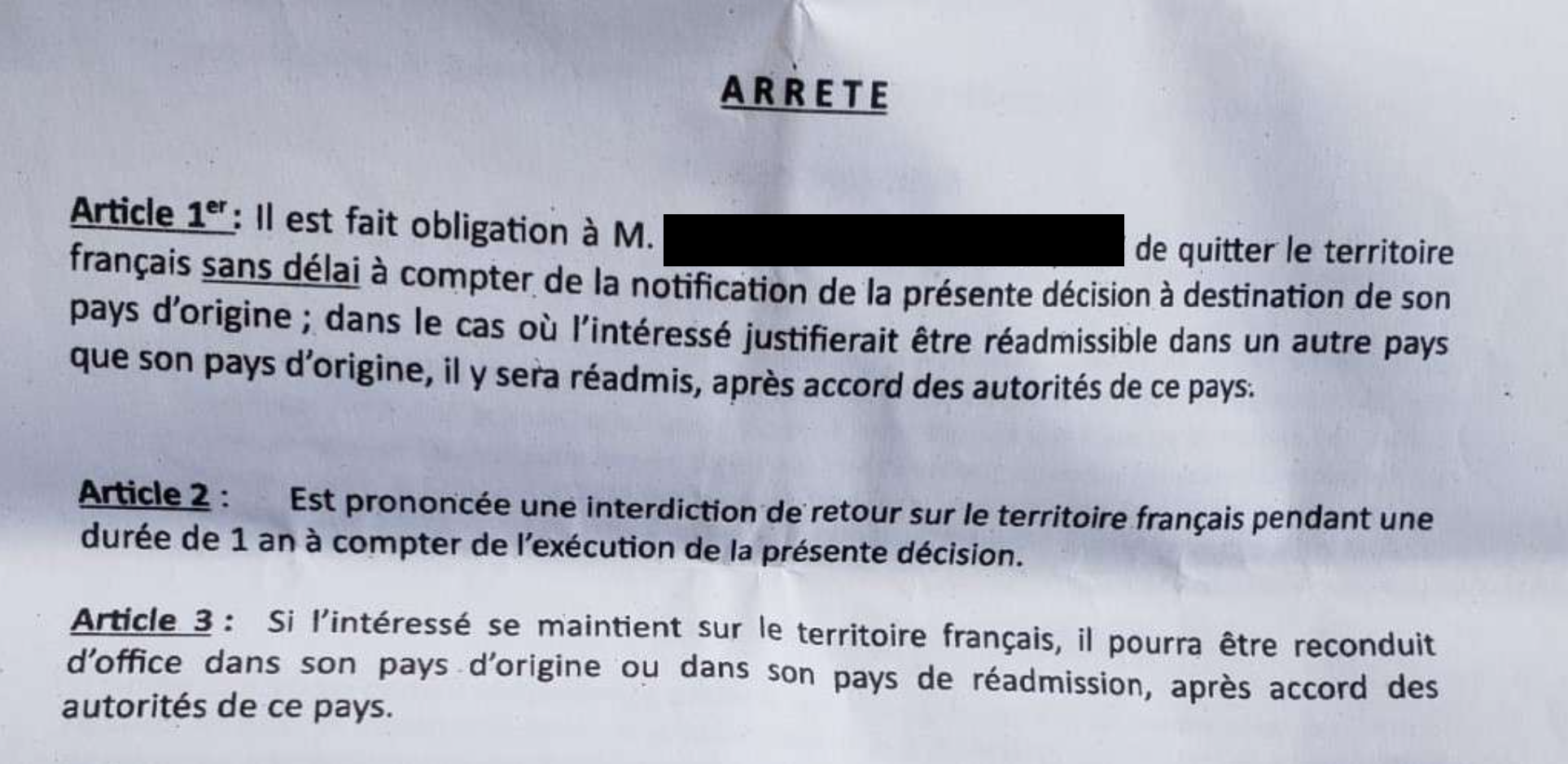
أمر يلزمك بمغادرة المنطقة

الإلزام بمغادرة الأراضي الفرنسية إجراء إداري لإبعاد الأجانب في القانون الفرنسي، منصوص عليه في المادة ل. 511-11 من قانون دخول وإقامة الأجانب والحق في اللجوء,تم إدراج هذا الإجراء لأول مرة في 24 من جويلية 2006.

## المهام
تنص المادة ل.511-1 من قانون دخول الأجانب وإقامتهم وحق اللجوء على أنه عندما يرفض المحافظ، لسبب آخر غير الخطر على النظام العام، إصدار تصريح إقامة أو حق اللجوء، أو أن يسحب هذه الوثيقة أو الحق، فإنه يجوز له إرفاق قراره بالتزام بمغادرة الأراضي الفرنسية. يشير هذا القرار إلى البلد الذي ستتم إزالة الأجنبي إليه تلقائيًا إذا لم يغادر الإقليم في غضون شهر من الإشعار بالإلزام. لا يجب أن يكون هذا التدبير موضوعًا لدوافع معينة، لأنه يتبع قرار رفض الإقامة.
وفقًا للمادة نفسها، يجوز للمحافظ أيضًا، بموجب قرار مسبب، إلزام أجنبي من دولة عضو في الاتحاد الأوروبي أو لدولة طرف أخرى في الاتفاق المتعلق بالمنطقة الاقتصادية الأوروبية أو سويسرا، لمغادرة الأراضي الفرنسية عندما تلاحظ أن الأجنبي لم يعد له مبرر للمطالبة بحق اللجوء.

## الإجراءات
الشخص الذي يتم إخطاره بالتزام بمغادرة الأراضي الفرنسية أمامه شهر واحد لمطالبة رئيس المحكمة الإدارية بإلغائه. لا يمكن إزالته تلقائيًا من قبل الإدارة قبل أن يحكم القاضي.

## إحصاءات
في عام 2008 ، أجبر 97,515 شخصًا على مغادرة البلاد ؛ 19 470 منهم قد غادروا بالفعل، وهي فجوة تميل إلى التقليل مع السنوات.